# المغرز (نجم)

خريطة كوكبة الدب الأكبر.

المَغْرِزُ أو مَغْرِزُ الدُّبِّ أو «دلتا الدب الأكبر» هو سابع ألمع نجوم كوكبة الدب الأكبر وواحد من نجوم «بنات نعش الكبرى». قدره الظاهري هو 3,3 تقريباً ويبعد عنا 81 سنة ضوئية. وهو نجم متعدد حيث أن له رفيقان. قدر «المغرز ب» هو 11 أي أنه من المستحيل رؤيته بالعين المجردة أو بتلسكوب صغير (منظار) أما «المغرز ج» فينطبق عليه الشيء نفسه لأن قدره 10.المغرز هو جزء من مجموعة الدب الأكبر المتحركة.